# Гай Цезоний Макр Руфиниан
Гай Цезоний Макр Руфиниан (лат. Gaius Caesonius Macer Rufinianus) — римский государственный и политический деятель, консул-суффект 197/198 года. Сделал продолжительную и блестящую карьеру в правление династий Антонинов и Северов, занимал множество гражданских и военных должностей.

## Биография
Гай Цезоний Макр Руфиниан родился между 155 и 160 годом. Его род происходил из Италии, возможно, из кампанского города Анций и, по всей видимости, относился к всадническому сословию. О предках Руфиниана нету никаких сведений; известно лишь, что его отец носил преномен «Гай». Карьера Руфиниана известна благодаря надгробной надписи, установленной его сыном неподалеку от Тибура. Свой cursus honorum он начал, вероятно, к концу правления императора Марка Аврелия в качестве члена коллегии вигинтивиров и был управляющим тюрьмами города Рима (лат. triumvir capitalis).
В период между 178 и 180 годом Цезоний Макр занимал должность военного трибуна I Вспомогательного легиона, который дислоцировался в верхнепаннонском городе Бригецион. Он принимал участие в очередной кампании Марка Аврелия против маркоманов, во время которой его отряд получил воинские награды от императора. Следующим назначением Руфиниана был пост квестора в провинции Нарбонская Галлия, после чего он вернулся в Рим и стал народным трибуном, вероятно, уже при только что взошедшем на трон императоре Коммоде. Примерно в 185 году Цезоний Макр продолжил свое восхождение вверх по карьерной лестнице и был назначен легатом, то есть помощником, при наместнике Бетики. Около 187 года, после возвращения в столицу, он стал претором. Затем Руфиниан был отправлен в провинцию Азия в качестве легата при местном проконсуле. После этого он занимал должность финансового чиновника в пиценском городе Аскул.
Между 187 и 190 годом Цезоний Макр возглавлял в ранге легата VII Клавдиев легион, стоявший лагерем в верхнемезийском городе Виминаций. Около 192 года он был назначен проконсулом провинции Ахайя, в которую, как правило, отправляли молодых сенаторов, делавших административную карьеру. По возвращении в Италию Руфиниан стал финансовым чиновником в лацийском городе Таррацина. Вслед за этим Цезоний Макр был назначен легатом пропретором провинции Лузитания, которой он руководил с 193/194 по 197 год. Он стал легатом пропретором либо непосредственно перед восхождением на престол Септимия Севера, либо был направлен в Лузитанию самим Севером. Как бы то ни было, Руфиниан, вероятно, сохранял свой пост до того времени, пока не был назначен консулом-суффектом в 197 или 198 году. Возможно, это была награда за подавления восстания наместника Ближней Испании Луция Новия Руфа, который был сторонником соперника Септимия Севера Клодия Альбина. После консульства Цезоний Макр был финансовым чиновником в кампанском городе Теан. В 198—200 годах он занимал должность куратора берегов и русла Тибра.
Политическая карьера Руфиниана при Септимии Севере продолжилась назначением на пост легата пропретора Верхней Германии, на котором он находился с 200 по 203 год. С возвращением в Италию Цезоний Макр стал куратором акведуков и снабжения Рима. Датировка пребывания его на этой должности затруднена. Предположительно, он занимал её между 203 и 213 годом, может быть, в 204 году. Затем он был назначен проконсулом Африки. Опять же, неясно, когда именно он возглавлял эту провинцию: либо при Каракалле в 213/214 или 214/215 году, либо при Гелиогабале или Александре Севере.
До или после проконсульства, во всяком случае, ближе к концу правления Каракаллы, Цезоний Макр был финансовым чиновником в Лавинии или Ланувии. Во время персидского похода Александра Севера он стал комитом императора. Учитывая то, что ему было около семидесяти лет к тому времени, было высказано предположение, что он фактически не сопровождал императора на восток, а титул комита стал использоваться в качестве обозначения человека, приближенного к императорскому двору. Также он входил в состав жреческой коллегии августалов.
Цезоний Макр был женат на Манилии Луцилле, дочери или сестре двукратного консула Тиберия Манилия Фуска. В их браке родился сын, консул-суффект 225/230 года Луций Цезоний Луцилл Макр Руфиниан.